# San Pedro de Lóvago
San Pedro de Lóvago är en kommun (municipio) i Nicaragua med 9 071 invånare. Den ligger i den bergiga centrala delen av landet i departementet Chontales. San Pedro de Lóvago är en jordbruksbygd med omfattande på boskapsskötsel.

## Geografi
San Pedro de Lóvago gränsar till kommunerna La Libertad och Santo Domingo i norr, Santo Tomás i öster och sydost, Acoyapa i söder och Juigalpa i väster. Kommunens största och enda större ort är centralorten San Pedro de Lóvago med 3 420 invånare (2005).

## Historia
San Pedro de Lóvago är ett gammalt indiansamhälle. Vid folkräkningen 1685 fanns där 60 invånare, alla indianer.  I februari 1878 slogs San Pedro de Lóvago samman med grannkommunen La Libertad, men i december samma år blev den återigen en självständig kommun. San Pedro de Lóvago blev 2009 upphöjd till rangen av ciudad (stad).

## Kända personer
- Róger Matus Lazo (1943-), professor, filolog och författare[7]